# Хранилов, Иван Иванович
Иван Иванович Хранилов (1826 — 9 (21) июня 1866) — ростовский купец, ктитор церквей Ростовского кремля.

## Биография
Родился в 1826 году. Проведя значительную часть своей юности в Выборге по делам торговли, Хранилов в конце 1850-х годов вернулся в Ростов. С живым интересом он стал знакомиться с торгово-промышленной жизнью родного города и напечатал по этому вопросу работу «Ростовский уезд и город Ростов Ярославской губернии» (М., 1859) и статьи «Город Петровск» (1857) и «Замечания о Ярославской ярмарке» (1859), помещённые в «Ярославских губернских ведомостях». Свою довольно богатую библиотеку Хранилов предоставил в пользование публики, но понесённые при этом значительные расходы и убытки заставили его через 2 года закрыть устроенную читальню.
Главной заслугой Хранилова является реставрация церквей Ростовского кремля, важного исторического памятника второй половины XVII столетия, который, однако, со времени перенесения в 1787 году архиерейской кафедры из Ростова в Ярославль, пришёл в совершенное запустение. Хотя вопрос о реставрации и был поднят после посещения кремля великими князьями Николаем и Михаилом Николаевичами (1850), однако, несмотря на попытки разных лиц, дело не подвигалось вперёд до 1860 года. Наконец за него взялся Хранилов и благодаря неутомимой его энергии работы могли быть начаты в 1861 году.
Не щадя и своих собственных средств, он сумел в короткое время собрать довольно значительный капитал, на который была восстановлена в прежнем виде церковь Воскресения Христова, построенная, как и большинство других кремлёвских зданий, митрополитом Ионою Сысоевичем. Хранилов же приобрёл церковную утварь, и в конце 1861 года церковь была торжественно освящена. В следующем году была реставрирована церковь Одигитрии, а в 1863 году Богословская церковь. Необходимые для этих работ средства были собраны Храниловым, который сумел возбудить в местном обществе живое сочувствие и готовность жертвовать на благое дело значительные суммы. За такие услуги Хранилов 7 (19) октября 1863 года был утверждён епархиальным начальством в звании ктитора ростовских кремлёвских церквей.
На первых порах возобновлённые церкви не имели своего причта, так что для богослужения приходилось пользоваться услугами соборных священников. Но и это затруднение было устранено стараниями Хранилова: по его настоянию городская дума назначила ежегодный кредит на содержание особого для этих церквей причта. Наконец, в 1865 году была восстановлена и церковь Всемилостивого Спаса, а также западная часть кремлёвской ограды.
Умер Хранилов 9 (21) июня 1866 года.